# الأكاديمية الصينية
الأكاديمية الصينية (بالإنجليزية: Academia Sinica)‏ هي أكاديمية علوم، تأسست في 9 يونيو 1928، في تايوان.

## معرض صور

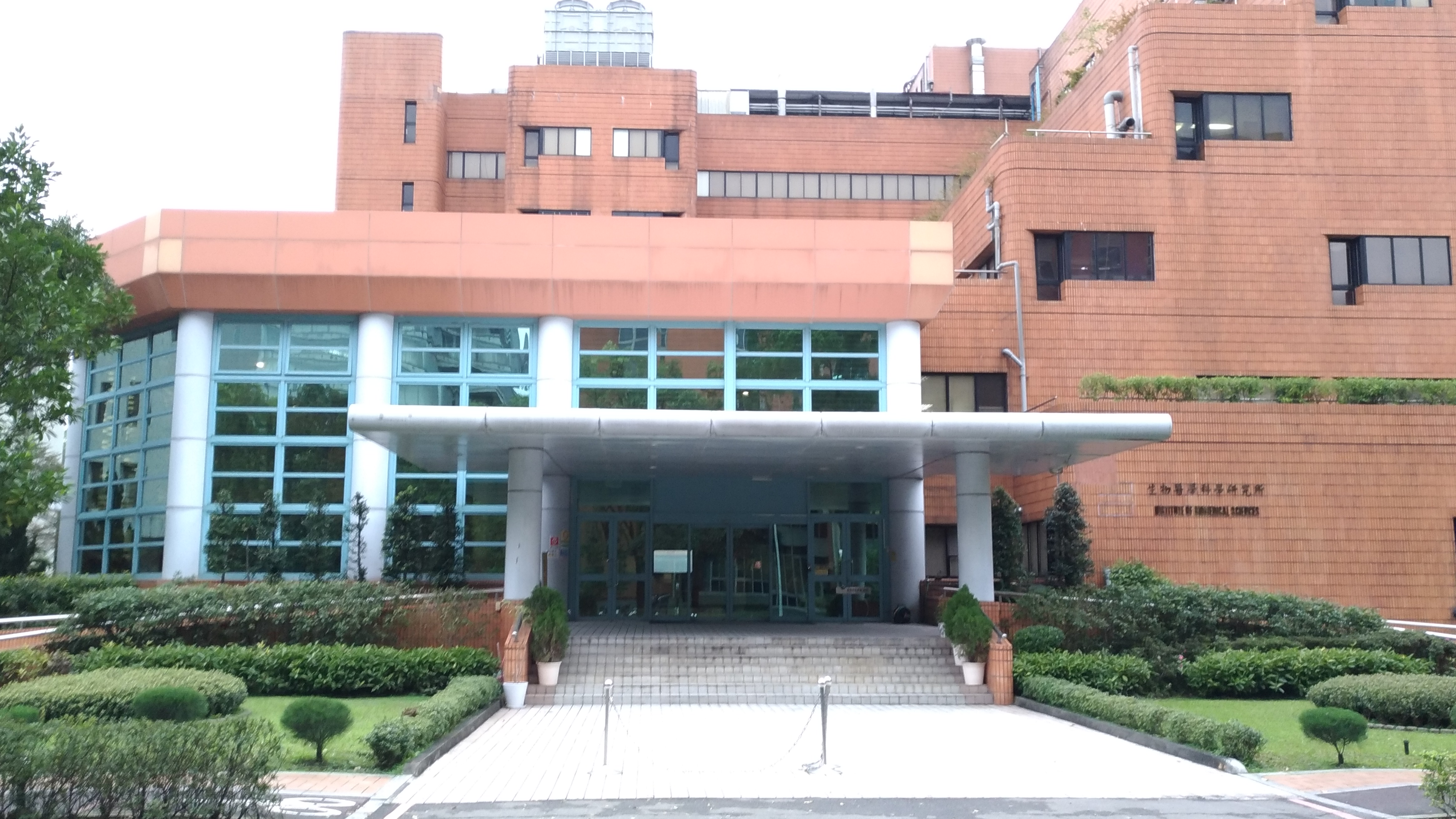
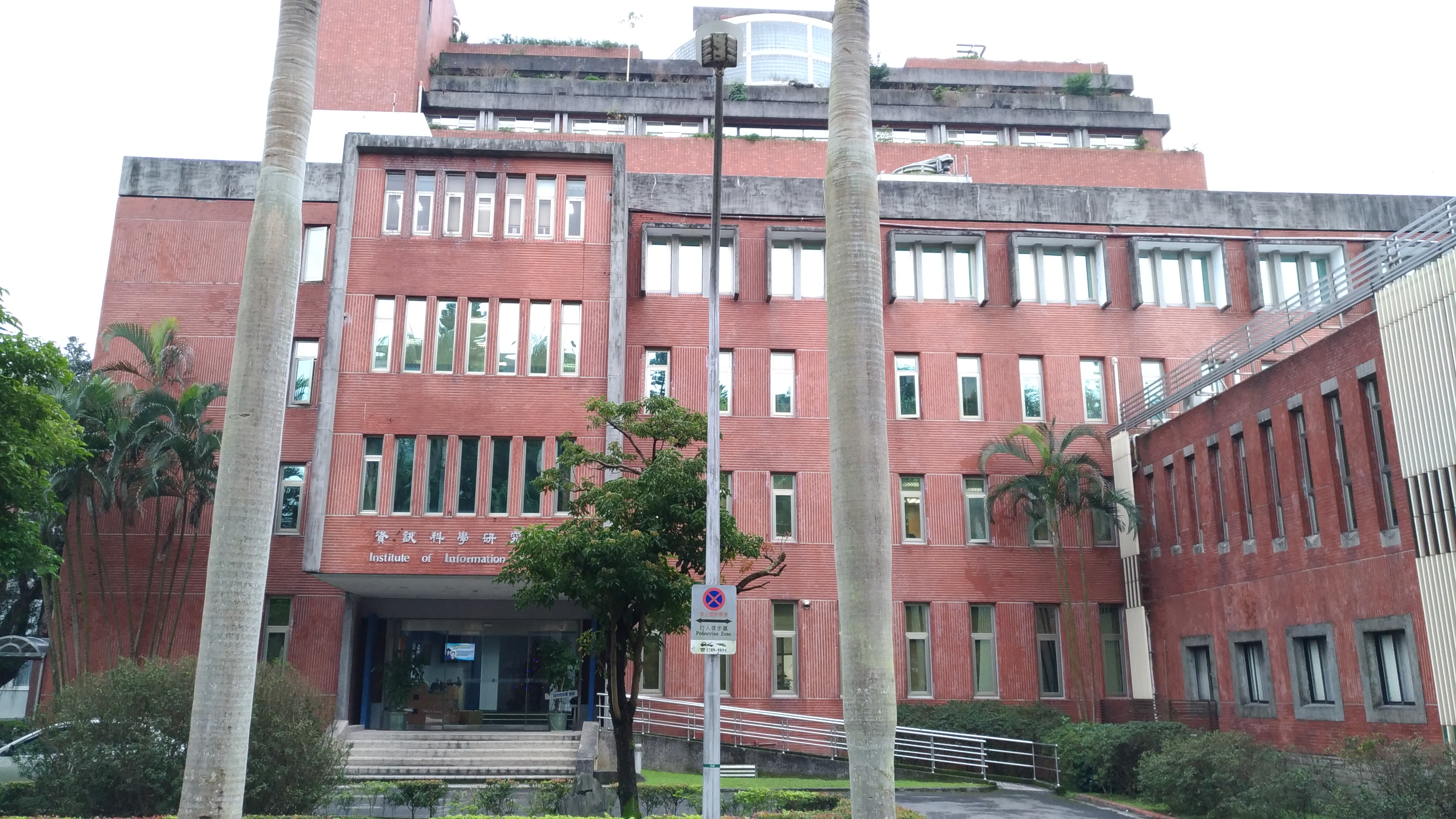
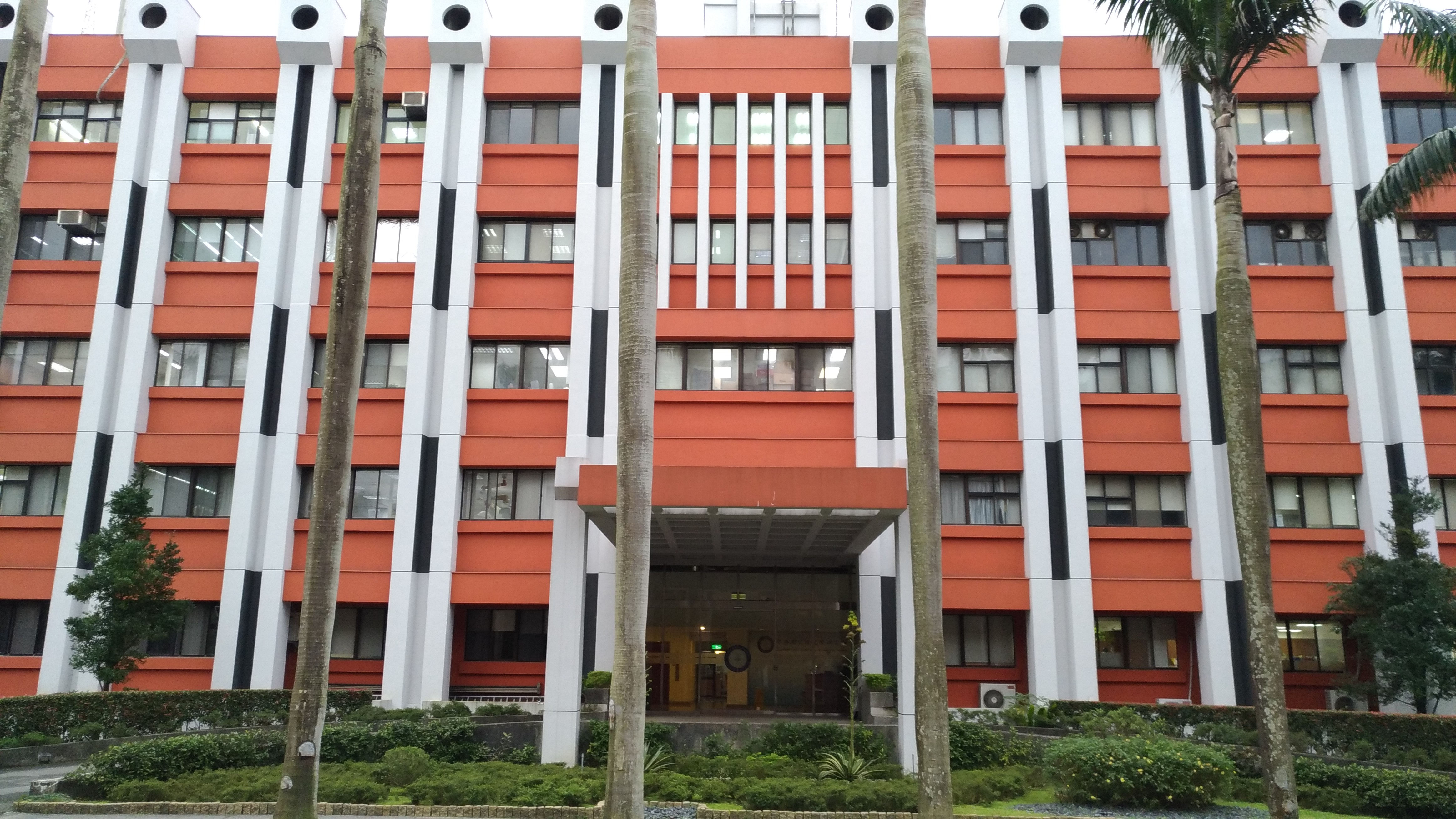
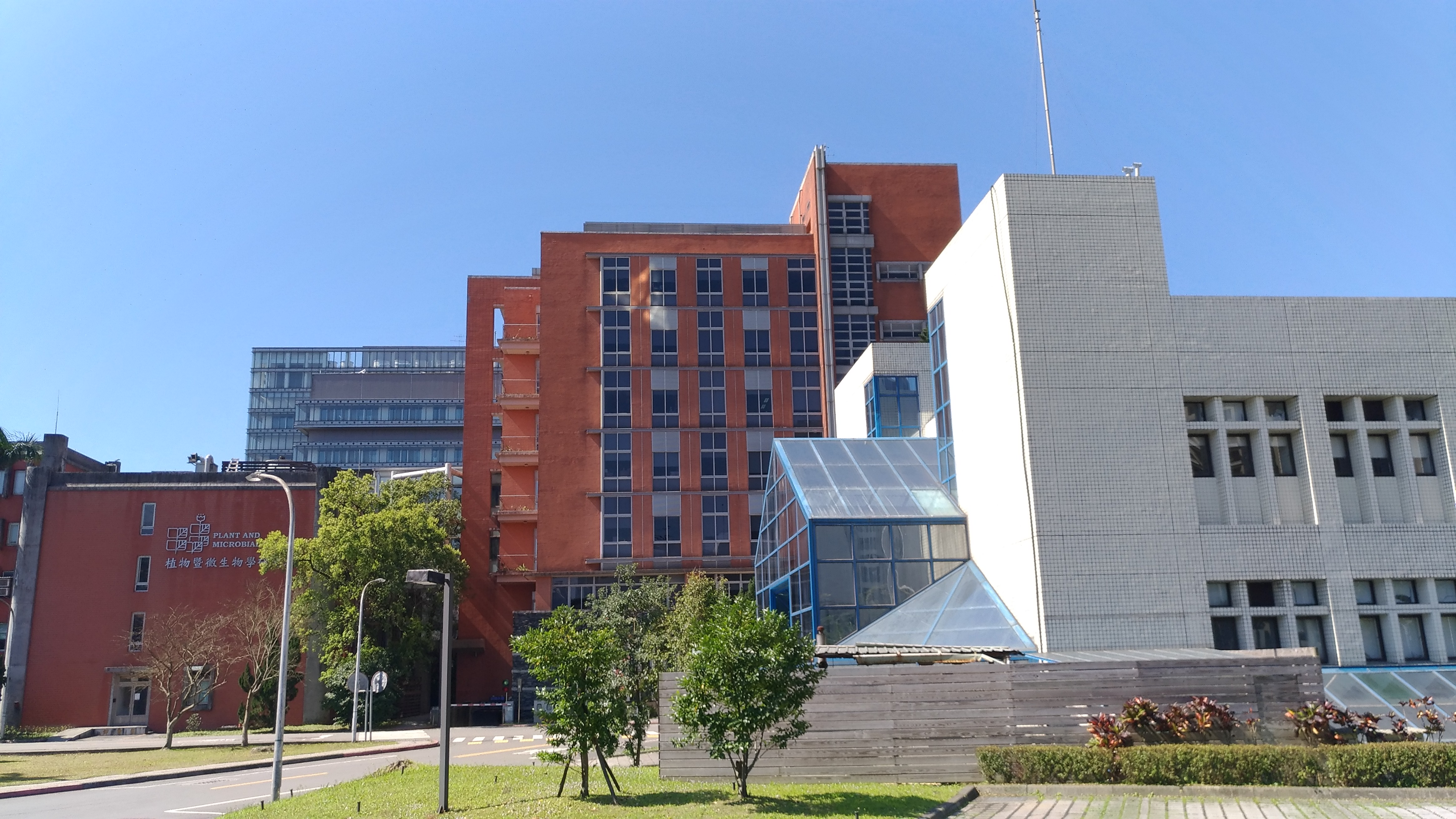
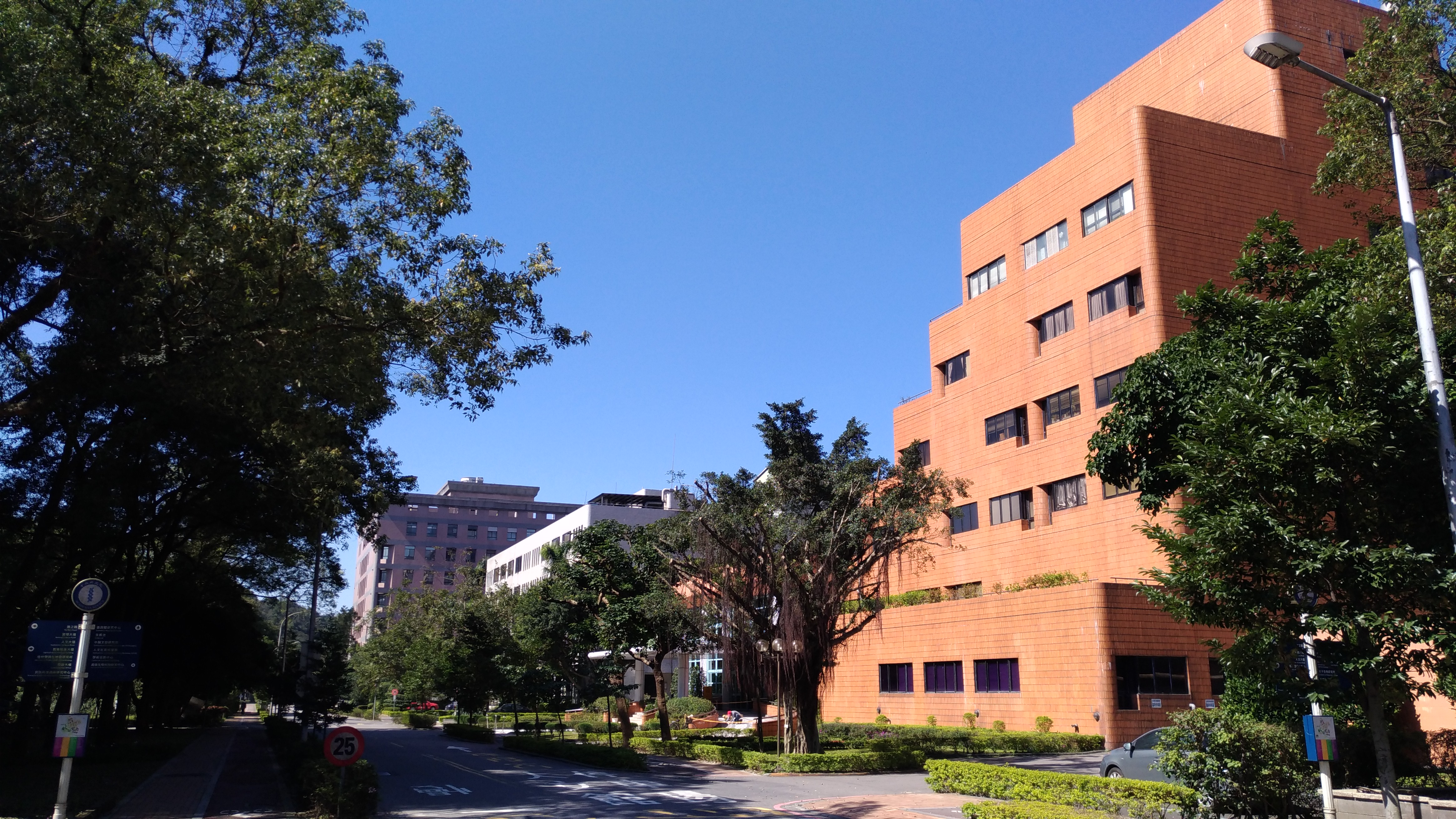
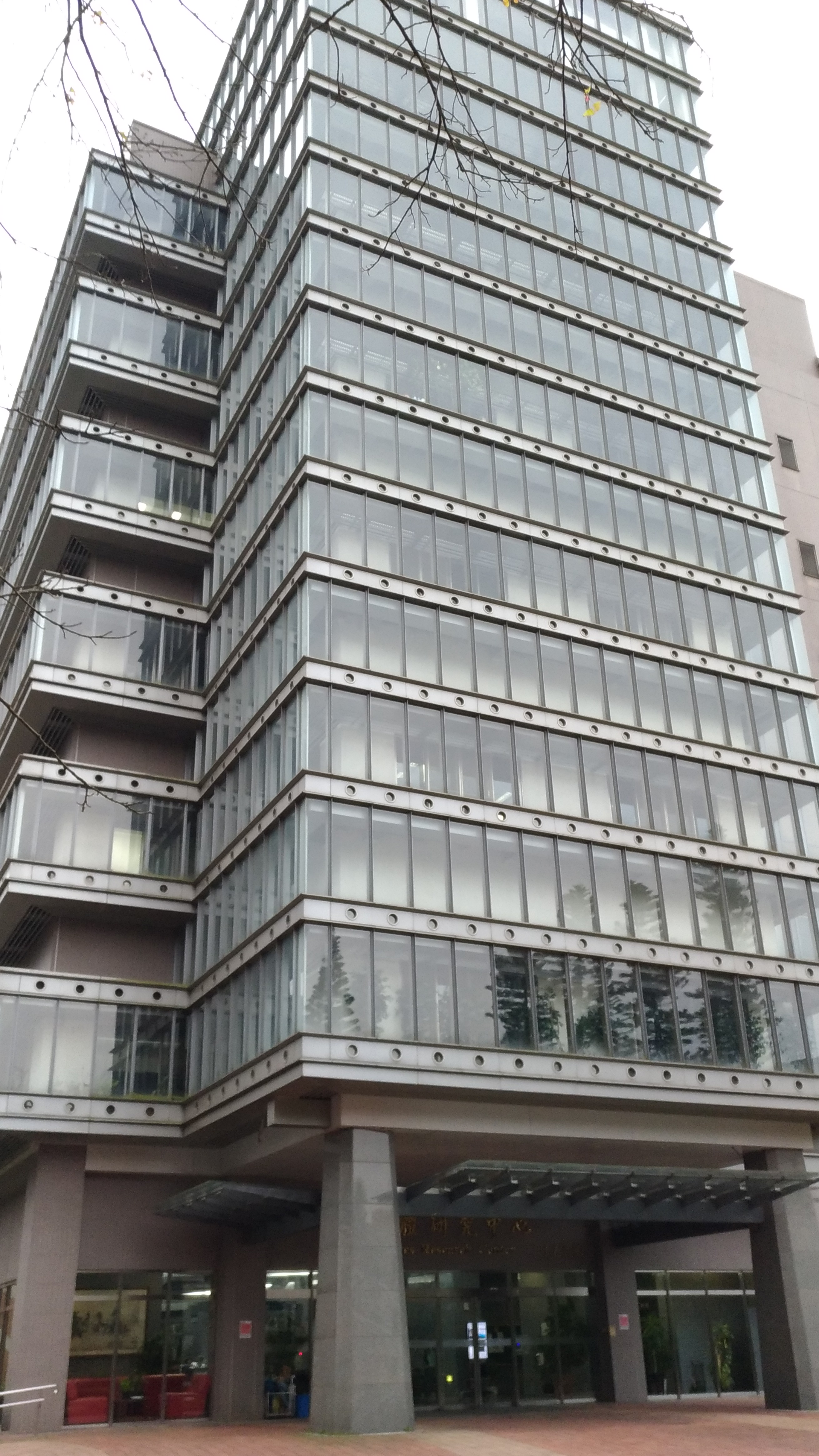